# راشد بن مکتوم آل مکتوم
راشد بن مکتوم آل مکتوم (به عربی: راشد بن مکتوم آل مکتوم) امیر دبی بوده است. او در سال ۱۸۸۶ امیر دبی شد و در سال ۱۸۹۴ درگذشت. هاشر بن مکتوم بدون به جا گذاشتن خط مشخصی از جانشینی درگذشت و باعث ایجاد شکاف در خانواده شد و دو مدعی برای این عنوان مطرح شدند: شیخ مکتوم بن هاشر، پسر ارشدحاشر و شیخ راشد بن مکتوم، برادرحشر شیخ رشید حمایت اکثریت خانواده و رهبران قبایل را به دست آورد و در سال ۱۸۸۶ با ادامه سیاست‌های تجارت آزاد و مصالحه که توسط هاشر ایجاد شده بود، به آن ملحق شداو یک حاکم بانفوذ بود و هنگامی که شیخ زاید ابوظبی برای کمک در جریان درگیری بر سر بوریمی در سال ۱۸۹۱ به او مراجعه کرد، توانست نیروی قابل توجهی متشکل از ۳۰۰ شتر سوار و ۳۰ سوار را به حمایت زاید گرد آورد رشید وارث درگیری‌های مداوم با حاکمان امارات شمال بود و درگیری به ندرت در ساحل غایب بود، یورش‌ها و گسیختگی‌ها تقریباً ثابت بود به ویژه در سال‌های ۱۸۸۹ و ۱۸۹۰. در سال ۱۸۹۱، حدود ۴۰۰ مرد از قبیله مارار، با توجه به آن‌ها که مورد بدرفتاری رشید قرار گرفتند، فصل مرواریدسازی را با قایق‌هایشان به شارجه به پایان رساندند. این اقدام به سه سال مذاکرات تلخ منجر شد که توسط مقیم بریتانیا داوری شد، دعاوی مالی و دعاوی متقابل حل و فصل شد که منجر به تعدادی درگیری در زمین شد.